# Бирманс, Йенте
Йенте Бирманс (нидерл. Jenthe Biermans; род. 30 октября 1995 в Геле, провинция Антверпен,  Бельгия) — бельгийский профессиональный  шоссейный велогонщик, выступающий с 2020 года за команду мирового тура «Israel Start-Up Nation». .

## Достижения
2013
Чемпионат Бельгии
1-й  Групповая гонка (юниоры)
1-й Тур Фландрии (юниоры)
2015
Чемпионат Бельгии
2-й  Групповая гонка U23
2-й Париж — Рубе U23
2016
2-й Париж — Рубе U23
2018
9-й Тур Бельгии
2019
10-й Бенш — Шиме — Бенш

## Статистика выступлений

### Гранд-туры
| Гранд-тур       | 2019 |
| --------------- | ---- |
| Джиро д’Италия  | 117  |
| Тур де Франс    | —    |
| Вуэльта Испании | —    |

| —  | Не участвовал  |
| НФ | Не финишировал |